# Margo Harshman

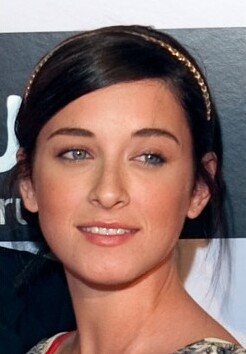
Margo Harshman im Januar 2009

Margo Cathleen Harshman (* 4. März 1986 in San Diego, Kalifornien) ist eine US-amerikanische Schauspielerin. Bekanntheit erlangte sie vor allem durch ihre Rolle als Tawny Dean in der Fernsehserie Eben ein Stevens und dem dazugehörigen Fernsehfilm Die Stevens schlagen zurück sowie durch ihre Rolle als Chugs im Film Schön bis in den Tod (Sorority Row) im Jahre 2009.

## Leben und Karriere

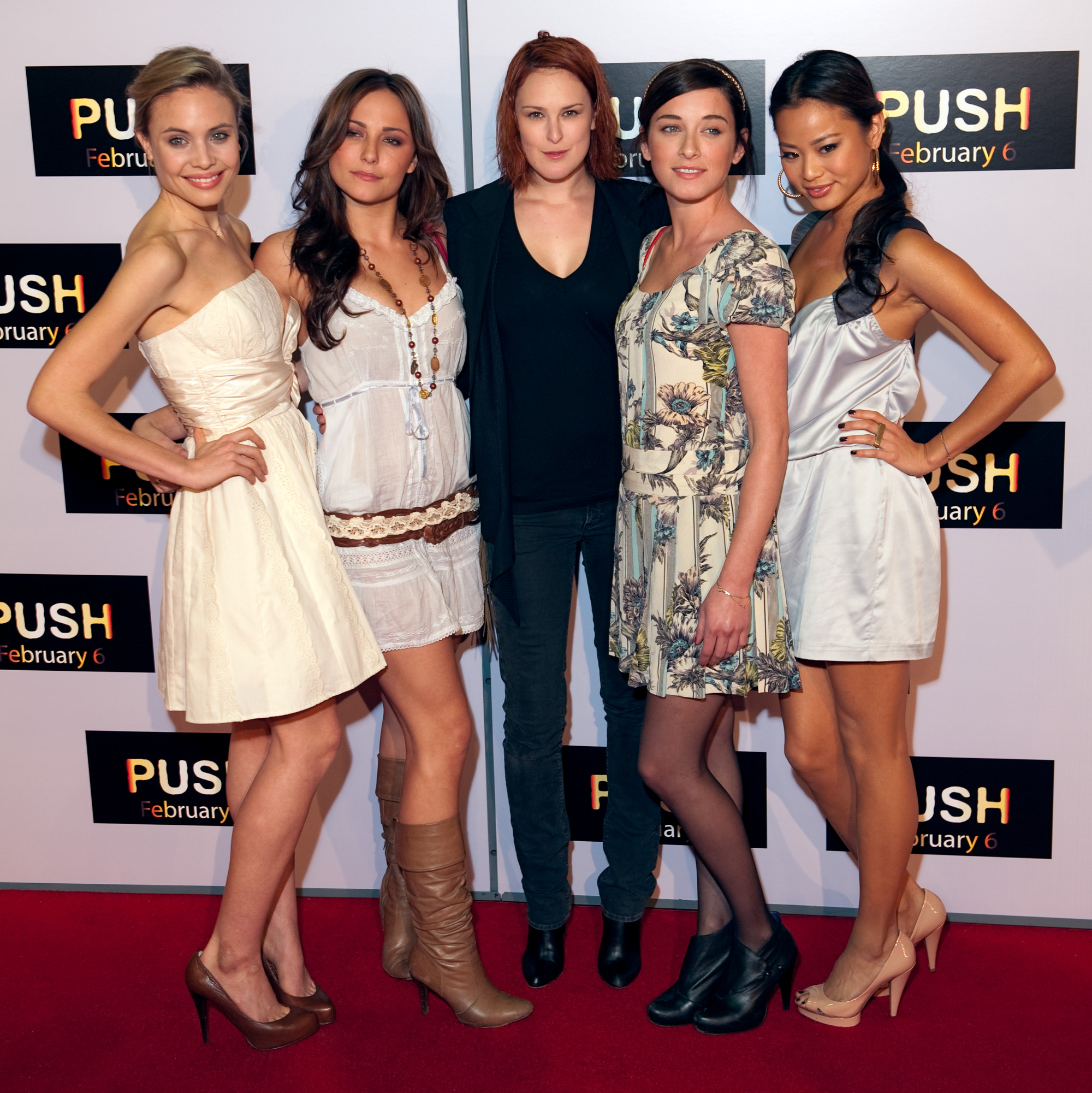
Margo Harshman (Zweite von rechts) im Cast von Sorority Row im Januar 2009

Margo Harshman wurde im Jahre 1986 als viertes Kind ihrer Eltern in San Diego im US-Bundesstaat Kalifornien geboren und hat zwei ältere Schwestern sowie einen älteren und einen jüngeren Bruder. Einen Großteil ihrer Kindheit verbrachte sie mit ihrer Familie in La Costa, einem Stadtteil von Carlsbad im San Diego County. Dort besuchte sie auch anfangs die Schule (La Costa Heights Elementary School), bis sie mit ihrer Familie im Alter von zwölf Jahren nach Orange County zog, wo sie fortan auf die Hewes Middle School ging, von der sie schließlich an die Foothill High School kam. Dort besuchte sie einst einen Ball bzw. einen Tanzabend mit dem heute ebenfalls bekannten Schauspieler Shia LaBeouf, mit dem sie zu dieser Zeit gut befreundet war. Während ihrer Schulzeit spielte Harshman auch acht Jahre lang Softball, was sie allerdings aufgrund ihres Starts in eine Schauspielkarriere beendete. Ihre eigentliche Karriere als Schauspielerin begann jedoch bereits viel früher, im Alter von zwei Jahren. Im Laufe der Jahre wurde sie in verschiedenen Theaterproduktionen eingesetzt und war unter anderem auch in Werbespots im Fernsehen zu sehen. Ihren ersten nennenswerten Fernsehauftritt hatte sie schließlich im Jahre 1997, als sie im Fernsehfilm The Elf Who Didn’t Believe eine der Hauptrollen innehatte. Bald darauf schaffte sie auch ihren Durchbruch im Schauspielbereich, als sie ab dem Jahr 1999 in die Rolle der Tawny Dean schlüpfte und dabei bis 2003 in der Fernsehserie Eben ein Stevens in knapp 50 Episoden in Erscheinung trat. Für ihr Engagement in der Serie wurde sie 2004 für einen Young Artist Award in der Kategorie „Best Performance in a TV Series (Comedy or Drama) – Supporting Young Actress“ nominiert.
Neben ihren Erfolgen in Eben ein Stevens wurde Harshman nur sporadisch in anderen Produktionen (wie Murphy’s Dozen im Jahr 2001) eingesetzt und kam erst wieder mit dem Ausklingen der Serie öfter zum Einsatz. Dabei war sie im Jahre 2003 vor allem in verschiedenen TV-Filmen zu sehen und brachte es dabei auf Einsätze in Filmen wie Titletown, Recipe for Disaster oder Die Stevens schlagen zurück, einem Ableger der erfolgreichen Jugendfernsehserie. Für ihre Leistung in Die Stevens schlagen zurück in der Rolle der Tawny Dean wurde sie unter anderem für einen Young Artist Award in der Kategorie „Best Performance in a TV Movie, Miniseries or Special – Supporting Young Actress“ nominiert. Noch im Jahr davor wechselte Harshman, die bereits im Alter von zwei Jahren an Schönheitswettbewerben teilnahm, ab einem Alter von drei Jahren Tanzunterricht bekam und Gymnastik betrieb sowie als Achtjährige durch einen eigenen Agenten den Sprung in eine Schauspielkarriere schaffte, von ihrer High School an ein Community College. Auf den Erfolgen von Eben ein Stevens anschließend, wurde Harshman im Jahr 2003 als einer der Hauptcharaktere in die nur kurzlebige Fernsehserie Run of the House geholt, in der sie bis 2004 in beinahe allen Episoden zum Einsatz kam. In den Jahren danach brachte sie es allerdings zu keiner nennenswerten Hauptrolle mehr in einer Fernsehserie, hatte jedoch häufig Gastauftritte in verschiedenen international bekannten Serien. So war sie 2004 unter anderem in einer Folge von Without a Trace – Spurlos verschwunden und in zwei Folgen von Center of the Universe zu sehen, wobei sie in letztgenannter Serie sogar eine wiederkehrende Rolle innehatte. 2005 folgten Einsätze im (Kurz-)Film Fellowship und in einer Episode der Fernsehserie Everwood.
Das Jahr 2006 war vor allem von Filmveröffentlichungen, in denen Harshman mitgewirkt hat, geprägt. So wurden in diesem Jahr die Filme The Adventures of Big Handsome Guy and His Little Friend, Simon Says, Hiding Victoria und Judy’s Got a Gun, in denen Harshman jedes Mal eine der Hauptrollen besetzte, veröffentlicht. Des Weiteren war sie in diesem Jahr in einer Folge von Grey’s Anatomy zu sehen, gefolgt von einem etwas ruhiger verlaufenden Jahr 2007. In diesem war sie lediglich im Film Rise: Blood Hunter und in einer Episode der ebenfalls nur sehr kurzlebigen Fernsehserie Journeyman – Der Zeitspringer zu sehen. Ab 2008 steigerte sich dann die Anzahl der Produktionen, in denen Harshman mitwirkte. Dabei wurden 2008 gleich fünf namhafte Filme (College Road Trip, Keith, From Within, Legacy und Extreme Movie) unter Harshmans Mitwirkung veröffentlicht. Weiters brachte sie es 2008 auf einen Einsatz in jeweils einer Folge von 90210 und Boston Legal. Einen erneut größeren Erfolg feierte die junge Kalifornierin schließlich im Jahre 2009 mit dem Film Schön bis in den Tod, wobei sie nebenbei auch im Film Fired Up! und im Kurzfilm Jenny Got a Boob Job eingesetzt wurde. Im Anschluss auf den Film, der im englischsprachigen Raum vor allem unter dem Titel Sorority Row bekannt ist, wurde Harshman zusammen mit ihren Schauspielkolleginnen Briana Evigan, Leah Pipes, Rumer Willis, Jamie Chung und Audrina Patridge bei der ShoWest Convention mit dem ShoWest Award in der Kategorie Female Star of Tomorrow ausgezeichnet. Für Harshman, die unter anderem bereits mit dem Schauspieler, Synchronsprecher, Sänger und Produzenten Josh Keaton liiert war und zudem in den Jahren 2003 bis 2005 in einer Beziehung mit dem Schauspieler Chris Marquette war, blieb dies bis dato (Stand: März 2011) auch der letzte Auftritt in einer namhaften Filmproduktion. Ebenfalls 2009 wurde sie noch in einer Folge von Modern Family und im darauffolgenden Jahr 2010 in einer Episode von Shit! My Dad Says eingesetzt.

## Filmografie
Filme
- 1997: The Elf Who Didn’t Believe
- 2001: Murphy’s Dozen (Fernsehfilm)
- 2003: Titletown (Fernsehfilm)
- 2003: Recipe for Disaster (Fernsehfilm)
- 2003: Die Stevens schlagen zurück (The Even Stevens Movie, Fernsehfilm)
- 2005: Fellowship
- 2006: The Adventures of Big Handsome Guy and His Little Friend (Fernsehfilm)
- 2006: Simon Says
- 2006: Hiding Victoria
- 2007: Judy’s Got a Gun (Fernsehfilm)
- 2007: Rise: Blood Hunter (Rise)
- 2008: College Road Trip
- 2008: Keith
- 2008: From Within
- 2008: Legacy
- 2008: Extreme Movie
- 2009: Fired Up!
- 2009: Jenny Got a Boob Job (Kurzfilm)
- 2009: Schön bis in den Tod (Sorority Row)

Fernsehserien
- 2000–2003: Eben ein Stevens (Even Stevens, 47 Folgen)
- 2003–2004: Run of the House (19 Folgen)
- 2004: Without a Trace – Spurlos verschwunden (Without a Trace, eine Folge)
- 2004: Center of the Universe (zwei Folgen)
- 2005: Everwood (eine Folge)
- 2006: Grey’s Anatomy (eine Folge)
- 2007: Journeyman – Der Zeitspringer (Journeyman, eine Folge)
- 2008: 90210 (eine Folge)
- 2008: Boston Legal (eine Folge)
- 2009: Modern Family (eine Folge)
- 2010: Shit! My Dad Says (eine Folge)
- 2012: Dr. House (House, Folge 8x14)
- 2012: Bent (sechs Folgen)
- 2012–2013: The Big Bang Theory (vier Folgen)
- 2013: Bones – Die Knochenjägerin (Bones, eine Folge)
- 2013: Betas (vier Folgen)
- seit 2013: Navy CIS
- 2022: How I met your father

## Auszeichnungen und Nominierungen
Nominierungen
- 2004: Young Artist Award in der Kategorie „Best Performance in a TV Series (Comedy or Drama) – Supporting Young Actress“ für ihr Engagement in Eben ein Stevens[1]
- 2004: Young Artist Award in der Kategorie „Best Performance in a TV Movie, Miniseries or Special – Supporting Young Actress“ für ihr Engagement in Die Stevens schlagen zurück[1]

Auszeichnungen
- 2009: ShoWest Award in der Kategorie „Female Star of Tomorrow“ (zusammen mit Briana Evigan, Leah Pipes, Rumer Willis, Jamie Chung und Audrina Patridge)